# مطار الغردقة الدولي
مطار الغردقة الدولي (إياتا: HRG، إيكاو: HEGN) هو مطار دولي يبعد عن الغردقة حوالي 4 كم، والمطار المدني موجود داخل نطاق قاعدة الغردقة العسكرية، خصصت الدولة في مايو 1966 م مبلغ 102 ألف جنيه لإعداد مطار الغردقة لاستقبال الطائرات النفاثة التي تحمل الافواج السياحية تلبية لرغبة شركات السياحة لهبوط الطائرات القادمة من أوروبا مباشرة بدلا من الهبوط في مطار القاهرة الدولي ثم السفر إلى الغردقة،[بحاجة لمصدر] ولكن بعد حرب 1967 خصص المطار للمجهود الحربى إلى أن جاءت حرب أكتوبر سنة 1973 م ومع بداية مباحثات السلام قامت الهيئة في نوفمبر 1977 م بإعداد وتشغيل جزء من هذا المطار لرحلات الطيران المدني.

## مرافق المطار
مبنى الركاب رقم 1
تبلغ سعة مبنى الركاب رقم 1 حوالي 2500 راكب / ساعة، أنشأ على مساحة 15534 م2 بخلاف صالة الانتظار (الخيمة) بمسطح 5167 م2، تشمل صالة السفر الدولي بمساحة 4500 م2، صالة السفر الداخلي بمساحة 346 م2، صالة الوصول الدولي بمساحة 1575 م2، صالة الوصول الداخلي بمساحة 1350 م2، وكاونتر يضم 42 كاونتر مزود بنظام مزود بنظام الCUTE، كما يضم موقف لانتظار الطائرات يستوعب عدد 38 طائرة من مختلف الطرازات.
مبنى الركاب رقم 2
تبلغ القدرة الاستيعابية لمبنى الركاب رقم 2 حوالي 7.5 مليون راكب، وإنشاء مدرج جديد للطائرات بطول 4 كم موازى للمدرج الحالى لخدمة أحدث الطائرات يتكون المبنى من 3 طوابق بمساحة اجمالية حوالي 90 ألف متر مربع بطول حوالي 750 متر وعرض 135 وارتفاع 20 متر)، ويوفر المبنى فصل تام بين المغادرين والقادمين ويحتوى على كافة الصالات والخدمات لتأمين راحة الركاب والزائرين. ويضم المبنى 11 بوابة مغادرة متصلة بالطائرات بواسطة جسور مباشرة إلى جانب 9 بوابات مغادرة لخدمة الطائرات البعيدة بواسطة حافلات، كما يضم المبنى 72 كاونتر حجوزات لتسجيل المغادرين واستلام الحقائب بالإضافة إلى 2 كاونتر لخدمة الامتعة كبيرة الحجم، منها: 18 كاونتر لتوثيق جوازات الركاب المغادرين و 16 كاونتر لتوثيق جوازات الركاب القادمين، ويضم أيضا نظام نقل حقائب آلى يحتوى على 6 سيور لنقل أمتعة الركاب المغادرين، و 9 سيور كهربائية لاستلام أمتعة الركاب القادمين، كما يضم المبنى خمسة مراحل أمنية لمراقبة امتعة المسافرين طبقا لاحدث المعايير العالمية. كما تم تامين طريق سيارات منفصل للسفر والوصول على مستويين وأماكن لانتظار عدد حوالي 115 حافلة و 85 سيارة إلى جانب أماكن صف الحافلات والسيارات على رصيف المبنى بطول 325 متر.
القاعدة الجوية
القاعدة العسكرية الملحقة بالمطار هي مقر اللواء الجوي 53 والذي يتكون من سربان يستخدمان المروحيات إم أي - 8، وسرب يستخدم الطائرات ميج 21.

## معرض الصور

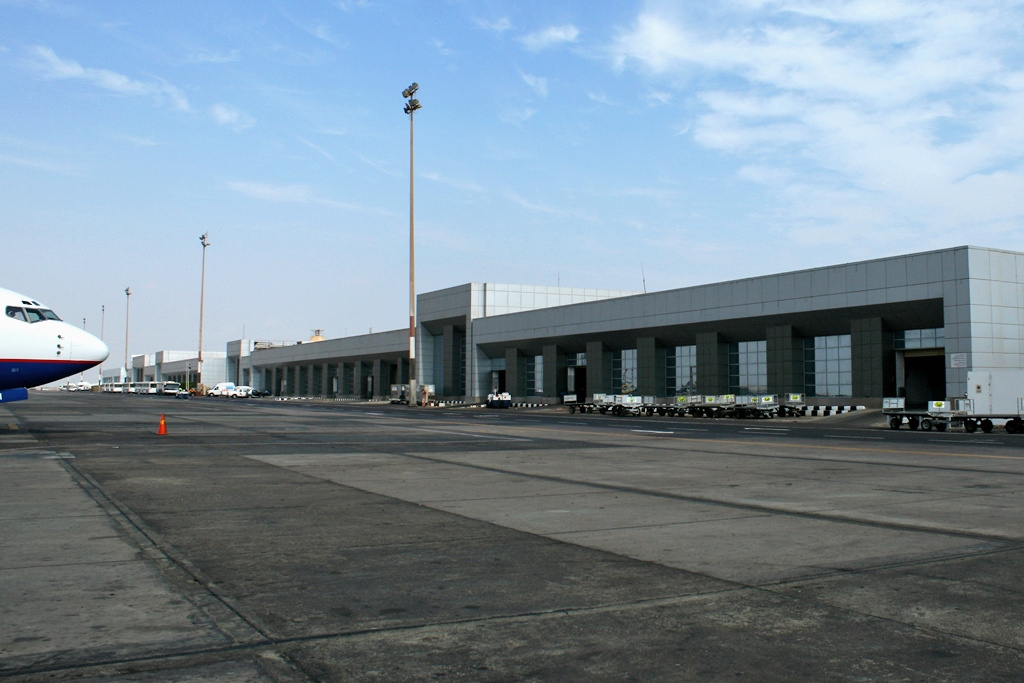
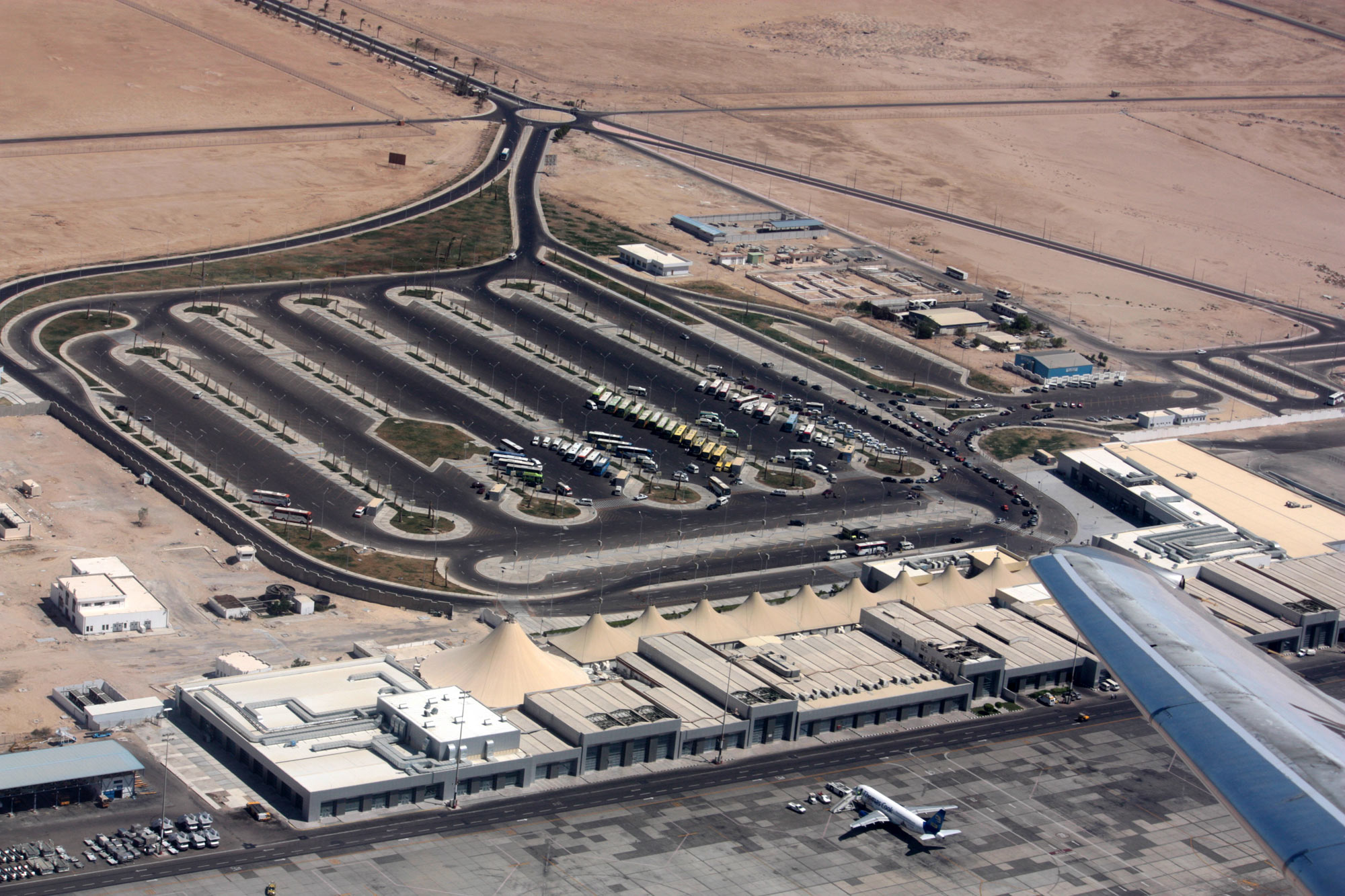
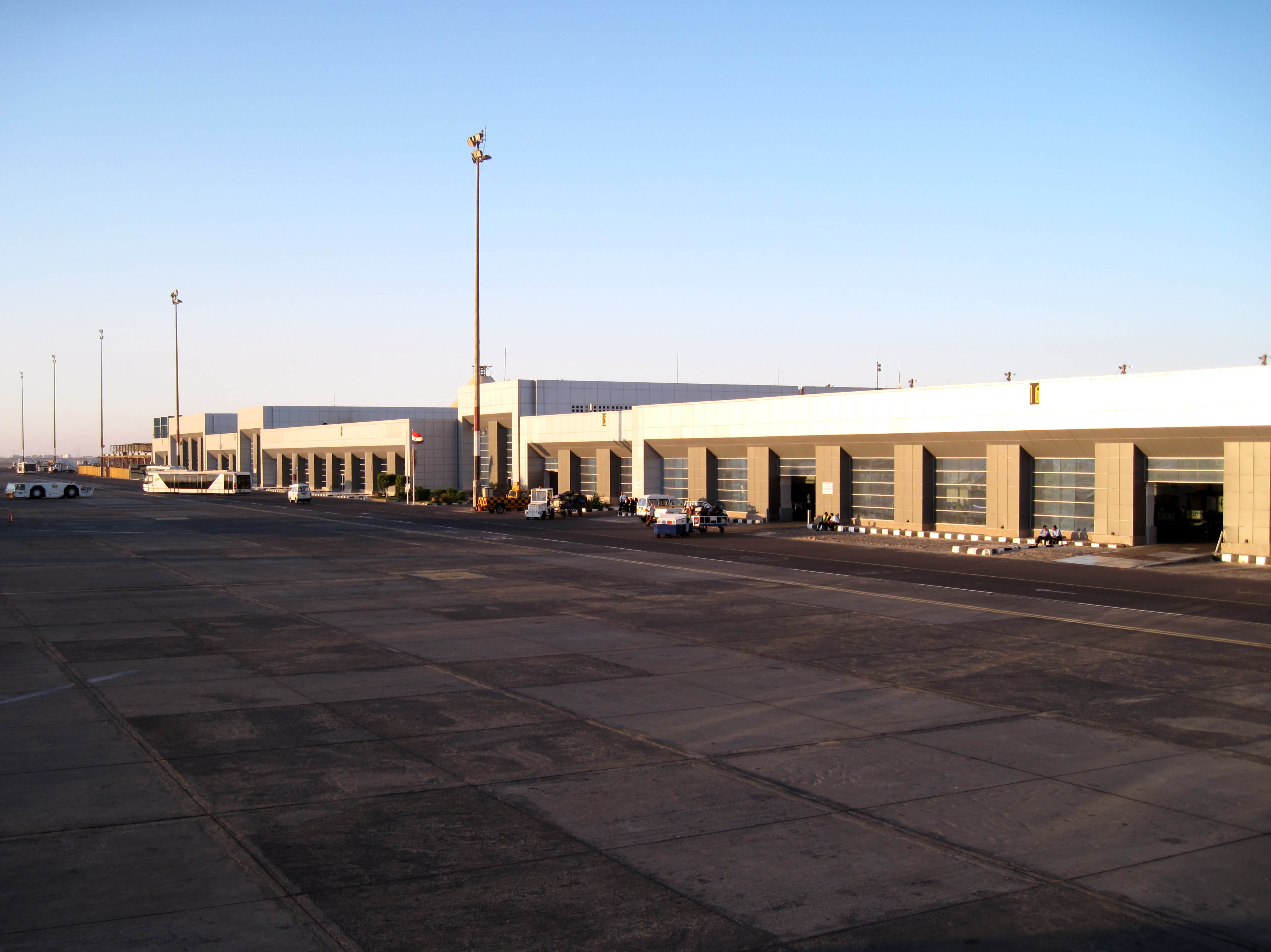
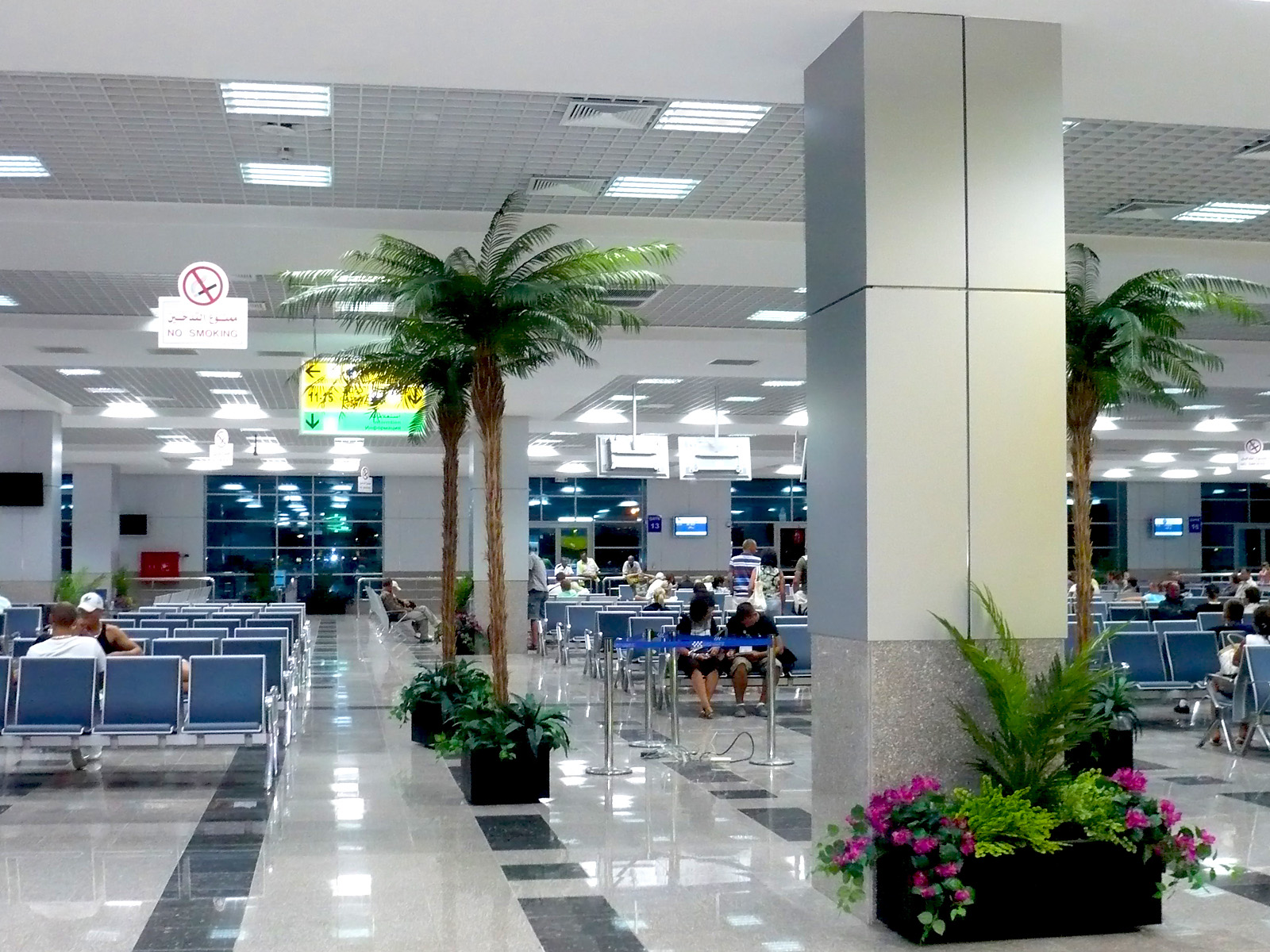
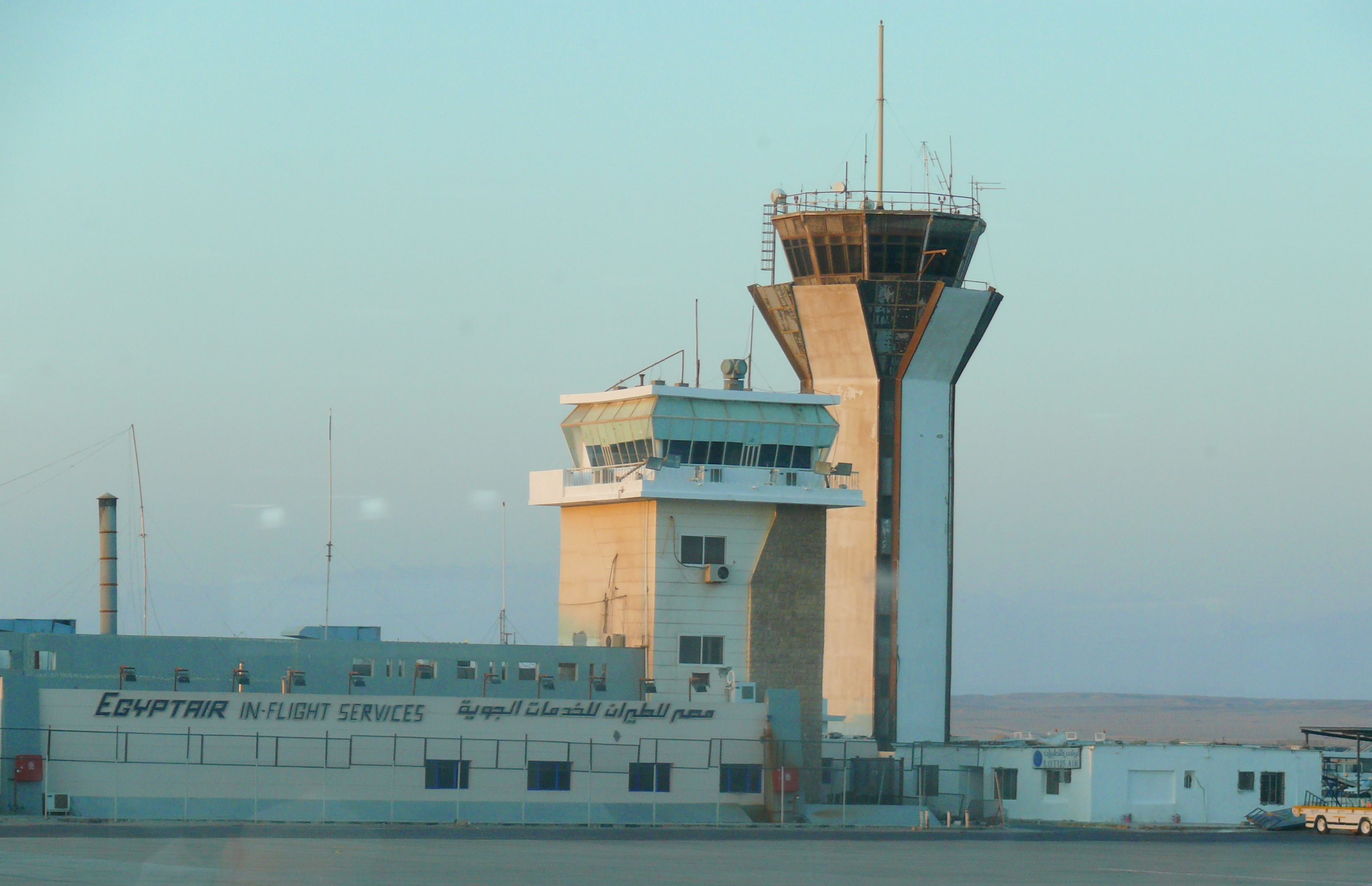

## شركات وخطوط الطيران
| شركـات طيـران                   | الوجهات |
| ------------------------------- | --- |
| إيروفلوت                        | مطار شيريميتييفو الدولي، مطار بولكوفو |
| طيران أستانا                    | موسمي عارض: مطار ألماتي الدولي |
| إير كايرو                       | مطار بازل ميلوز فريبورغ الأوروبي، مطار بلغراد نيكولا تسلا، مطار برلين براندنبرغ، مطار براتيسلافا الدولي، مطار بودابست فرانز ليست الدولي، مطار القاهرة الدولي، مطار كولونيا بون الدولي، مطار دوسلدورف الدولي، مطار فرانكفورت، مطار سفنكس الدولي، مطار هامبورغ، مطار هانوفر لانغنهاغن، مطار لايبزيغ هاله، مطار الأقصر الدولي، مطار مالبينسا، مطار ميونخ الدولي، Münster/Osnabrück، مطار نابولي، مطار نورمبرغ، Paderborn/Lippstadt، مطار سراييفو الدولي، مطار إسكوبية الدولي، مطار شتوتغارت الدولي، مطار فيينا الدولي، مطار يريفان الدولي، مطار زيورخ الدولي موسمي: مطار الملكة علياء الدولي، مطار أسوان الدولي، Banja Luka، مطار بلباو، مطار كوبنهاغن، Dresden (تبدأ 31 مارس 2025)، Erfurt/Weimar (تبدأ 31 مارس 2025)، مطار لشبونة، مطار مالقة الدولي، مطار شيريميتييفو الدولي، مطار بولكوفو، مطار بلنسية، مطار كولتسوفو الدولي |
| طيران صربيا                     | موسمي عارض: مطار بلغراد نيكولا تسلا، مطار نيش قسطنطين الأكبر |
| طيران البلطيق                   | موسمي: مطار ريغا الدولي |
| المصرية العالمية للطيران        | موسمي: مطار القاهرة الدولي موسمي عارض: Kazan، مطار دوموديدوفو الدولي، مطار فروتسواف |
| الخطوط الجوية النمساوية         | عارض: مطار فيينا الدولي[بحاجة لمصدر] |
| Azur Air                        | موسمي عارض: Omsk، Perm |
| طيران بيلافيا                   | موسمي عارض: مطار مينسك الدولي |
| BH Air                          | موسمي عارض: مطار صوفيا |
| Braathens International Airways | موسمي عارض: Gothenburg مطار ستوكهولم أرلاندا |
| خطوط بروكسل الجوية              | موسمي: مطار بروكسل الدولي |
| Chair Airlines                  | مطار زيورخ الدولي[بحاجة لمصدر] |
| كوندور للطيران                  | مطار دوسلدورف الدولي، مطار فرانكفورت، مطار هامبورغ، مطار لايبزيغ هاله، مطار ميونخ الدولي، مطار شتوتغارت الدولي |
| Corendon Airlines               | مطار بازل ميلوز فريبورغ الأوروبي، مطار برلين براندنبرغ، مطار بروكسل الدولي، مطار كولونيا بون الدولي، مطار دوسلدورف الدولي، Erfurt/Weimar، Friedrichshafen، مطار غراتس، مطار هانوفر لانغنهاغن، مطار لايبزيغ هاله، مطار لينتس، مطار ميمينجين، Münster/Osnabrück، مطار نورمبرغ، مطار فيينا الدولي موسمي: مطار بريمن، مطار ميونخ الدولي، مطار زالتسبورغ، مطار شتوتغارت الدولي موسمي عارض: مطار براتيسلافا الدولي، České Budějovice، مطار كلوج نابوكا الدولي |
| كوريندون هولاندا                | موسمي: مطار سخيبول أمستردام، Groningen، مطار ماستريخت آخن |
| Discover Airlines               | موسمي: مطار فرانكفورت، مطار ميونخ الدولي |
| إيزي جيت                        | مطار بلفاست الدولي، مطار بريستول، مطار غلاسكو الدولي، مطار ليفربول، مطار غاتويك، مطار لندن لوتن، مطار مانشستر موسمي: مطار سخيبول أمستردام، مطار بازل ميلوز فريبورغ الأوروبي، مطار برلين براندنبرغ، مطار برمينغهام، مطار إدنبرة، مطار جنيف الدولي، مطار ليون سانت إكسوبيري، مطار مالبينسا، مطار باريس شارل ديغول، مطار البندقية ماركو بولو |
| إديلويس إير                     | مطار زيورخ الدولي |
| مصر للطيران                     | مطار القاهرة الدولي، مطار شرم الشيخ الدولي موسمي: مطار برج العرب الدولي، مطار بودابست فرانز ليست الدولي، مطار فاكلاف هافيل الدولي موسمي عارض: مطار دوموديدوفو الدولي |
| Enter Air                       | موسمي عارض: مطار غدانسك ليخ فاونسا، مطار كاتوفيتشي، Poznań، مطار وارسو فريدريك شوبان، مطار فروتسواف |
| يورو وينجز                      | مطار دوسلدورف الدولي موسمي: مطار برلين براندنبرغ، مطار كولونيا بون الدولي، مطار غراتس، مطار هامبورغ، مطار هانوفر لانغنهاغن، مطار نورمبرغ، مطار فاكلاف هافيل الدولي، مطار زالتسبورغ، مطار شتوتغارت الدولي |
| فين إير                         | موسمي عارض: مطار هلسنكي فانتا |
| Fly Lili                        | موسمي عارض: مطار أوريل فلايكو الدولي |
| طيران ناس                       | موسمي: مطار الملك عبد العزيز الدولي، مطار الملك خالد الدولي |
| Freebird Airlines Europe        | موسمي: مطار كولونيا بون الدولي، مطار دوسلدورف الدولي موسمي عارض: مطار كارلسروه/بادن-بادن |
| GetJet Airlines                 | موسمي عارض: مطار ريغا الدولي، مطار تالين، مطار فيلنيوس |
| HiSky                           | موسمي عارض: مطار كيشيناو الدولي مطار كلوج نابوكا الدولي، Oradea |
| I-Fly                           | موسمي عارض: مطار فنوكوفو الدولي |
| إيتا (شركة طيران)               | موسمي عارض: مطار ليوناردو دا فينشي، مطار مالبينسا |
| لوكس إير                        | مطار لوكسمبورغ |
| Marabu                          | مطار كولونيا بون الدولي، مطار ميونخ الدولي موسمي: مطار هامبورغ |
| نسما للطيران                    | مطار فنوكوفو الدولي |
| النيل للطيران                   | مطار القاهرة الدولي موسمي عارض: مطار فاكلاف هافيل الدولي، مطار فيينا الدولي |
| Nordwind Airlines               | موسمي عارض: Kazan، مطار شيريميتييفو الدولي، مطار بولكوفو، مطار كولتسوفو الدولي |
| آير شاتل النرويجية              | موسمي: مطار كوبنهاغن، Gothenburg، مطار هلسنكي فانتا، Oslo |
| خطوط بيغاسوس                    | مطار صبيحة كوكجن الدولي |
| خدمات البترول الجوية            | موسمي عارض: مطار القاهرة الدولي |
| خطوط ريد وينغز الجوية ‏          | موسمي عارض: مطار دوموديدوفو الدولي، مطار شيريميتييفو الدولي |
| روسيه (خطوط جوية)               | موسمي عارض: Kazan، Nizhny Novogorod، مطار شيريميتييفو الدولي، مطار بولكوفو، مطار كوروموخ الدولي، مطار سوتشي الدولي، Ufa، مطار كولتسوفو الدولي |
| الخطوط الجوية الإسكندنافية      | موسمي عارض: Oslo، مطار ستوكهولم أرلاندا، |
| SCAT Airlines                   | موسمي عارض: مطار ألماتي الدولي، مطار آستانا الدولي |
| سكاي أب                         | عارض: مطار هنري كواندا الدولي، مطار كلوج نابوكا الدولي، مطار غدانسك ليخ فاونسا، مطار كاتوفيتشي، Poznań، مطار ريغا الدولي، مطار تالين، مطار فيلنيوس، مطار وارسو فريدريك شوبان، مطار فروتسواف، مطار يريفان الدولي |
| Smartlynx Airlines              | موسمي عارض: مطار لايبزيغ هاله، مطار تالين |
| خطوط ترافل سيرفس الجوية         | مطار فاكلاف هافيل الدولي موسمي: Brno، Ostrava موسمي عارض: مطار براتيسلافا الدولي، مطار بودابست فرانز ليست الدولي، مطار كاتوفيتشي، Poznan (تبدأ 1 مايو 2025)، مطار وارسو فريدريك شوبان |
| Sunclass Airlines               | موسمي عارض: مطار كوبنهاغن، Gothenburg–Landvetter مطار هلسنكي فانتا، Oslo، مطار ستوكهولم أرلاندا |
| Sundair                         | مطار برلين براندنبرغ، مطار بريمن، Dresden، Münster/Osnabrück |
| Sunday Airlines                 | موسمي عارض: مطار ألماتي الدولي، مطار آستانا الدولي |
| الخطوط الجوية الدولية السويسرية | موسمي: مطار جنيف الدولي |
| تاروم                           | موسمي عارض: مطار هنري كواندا الدولي، مطار كلوج نابوكا الدولي، مطار ياش الدولي، مطار ترايان فويا الدولي |
| ترانسافيا فرنسا                 | موسمي: مطار سخيبول أمستردام، مطار ليون سانت إكسوبيري، مطار مارسيليا، مطار نانت، مطار باريس أورلي |
| توي للطيران                     | مطار برمينغهام، مطار بريستول، East Midlands، مطار غاتويك، مطار مانشستر، مطار نيوكاسل |
| توي فلاي بلجيكا                 | مطار بروكسل الدولي موسمي: Ostend/Bruges |
| توي فلاي ألمانيا                | مطار دوسلدورف الدولي، مطار فرانكفورت، مطار هانوفر لانغنهاغن، مطار ميونخ الدولي، مطار شتوتغارت الدولي |
| أركي فلاي                       | مطار سخيبول أمستردام، مطار آيندهوفن موسمي: مطار روتردام لاهاي[بحاجة لمصدر] |
| الخطوط الجوية التركية           | مطار إسطنبول الدولي |
| خطوط أورال الجوية               | موسمي عارض: Kazan، مطار دوموديدوفو الدولي، مطار كوروموخ الدولي، مطار سوتشي الدولي، مطار كولتسوفو الدولي |
| الخطوط الجوية الأوزبكية         | مطار طشقند الدولي |
| ويز للطيران                     | مطار مالبينسا موسمي: مطار بودابست فرانز ليست الدولي، مطار دبرسن الدولي، مطار غاتويك، مطار لندن لوتن، مطار ليوناردو دا فينشي، مطار فيينا الدولي |